# Gotthilf Kurz
Gotthilf Kurz (* 4. September 1923 in Reudern; † 28. April 2010 in München) war ein deutscher Buchbinder, Buchkünstler und Grafiker.

## Leben und Werk
Gotthilf Kurz wuchs in Reudern zusammen mit vier Geschwistern auf. Mit 14 Jahren begann er eine Lehre als Handschuhmacher, dabei entstand seine Faszination für das Material Leder. 1942 wurde er einberufen und erlitt 1943 eine schwere Verwundung. Er wurde beurlaubt und begann 1943 an der Werkkunstschule in Offenbach eine Ausbildung in der Fachklasse für Schriftgestaltung. 1948 legte er die Abschlussprüfung in Schrift und Grafik und 1959 die Meisterprüfung im Buchbinderhandwerk ab. An der Staatlichen Akademie der Bildenden Künste in Stuttgart betrieb er anschließend Buchgrafische Studien. Für die weitere künstlerische Entwicklung war der Aufenthalt am Collège Technique Municipal Estienne in Paris von 1955 bis 1956 von besonderer Bedeutung. Schon ab 1949 bis 1965 war Kurz freiberuflich in Dettingen unter Teck tätig. 1965 wurde er als Leiter der Meisterklasse für Buchbinder an die Akademie für das graphische Gewerbe in München berufen. 28 Jahre leitete er diese Klasse.
Von 1967 bis 1982 war Gotthilf Kurz Präsident der internationalen Vereinigung „Meister der Einbandkunst“. Der Württembergischen Landesbibliothek Stuttgart hat Kurz seine Sammlung von 521 Handeinbänden mit allen denkbaren Bezugsarten von Leder bis Plexiglas vermacht. Den Rest seines großen Nachlasses vermachte seine 2020 verstorbene Witwe Maria Kurz geb. Geissler der Gemeinde Dettingen unter Teck.
1958, 1964 und 1986 erhielt er den Staatspreis Gestaltung Kunst Handwerk des Landes Baden-Württemberg. 1970 erhielt er den Preis der Stadt Kirchheim unter Teck. 1994 ehrte ihn das Land Baden-Württemberg für sein Wirken als Lehrer und Künstler mit der Verleihung des Verdienstordens des Landes Baden-Württemberg.